# Matthias Friese
Matthias Friese (* 2. Juli 1739 in Liepen; † 3. Februar 1786 in Kummerow)  war ein deutscher Schulmeister, Organist und als Autodidakt Orgelbauer.

## Leben
Matthias Friese wurde 1739 als Sohn des Liepener Schäfers Matthies Friese geboren. 
Über seinen weiteren Lebens- und Bildungsweg ist bis 1763 nichts bekannt. In diesem Jahr taucht sein Name im Zusammenhang mit der Taufe seines ersten Sohnes Johann Matthias auf: Er ist offensichtlich bereits Schulmeister in Bassendorf. 1765 wird sein zweiter Sohn Jacob Friedrich geboren, und anlässlich der Taufe seines vierten Kindes Carl Joachim nennt ihn das Taufregister in Jarmen „Organist hierselbst“. 1772 zieht die Familie um nach Kummerow; das dortige Taufregister verrät 1773 als seinen Beruf Küster (Lehrer). Er muss hochangesehen gewesen sein, wie die gesellschaftliche Stellung der Paten des fünften Kindes Albrecht Heinrich Friedrich verrät. 1777 wird er als „Küster und Organist“ bezeichnet.
Zu Matthias Frieses Wirken als Orgelbauer gibt es vor allem Unterlagen im Zusammenhang mit der Orgel in Duckow und Reparaturen der alten und Planung und Bau der neuen Orgel in Zettemin (beide sind erhalten). 1779 schloss Friese den Orgelbauvertrag mit der Kirchengemeinde Zettemin und bis 1780 war die Orgel vollendet, unter teilweiser Verwendung älterer Orgelteile. Der Neubau einer Orgel durch ihn in Wolde ist ebenfalls bekannt. Matthias Friese muss mindestens 10 Orgeln gebaut haben, fünf sind der Forschung bislang bekannt. Seine letzte Orgel, war die Orgel in der Stadtkirche zu Goldberg, die er schon zusammen mit seinem Sohn gebaut hat. Frieses ältester Sohn Johann Matthias wurde ebenfalls Küster (Lehrer) und Organist in Kummerow, der zweitälteste Jacob Friedrich etablierte dann die Orgelbauwerkstatt Friese als die führende im Mecklenburg des 19. Jahrhunderts.
Matthias Friese starb 1786, und das Kirchenbuch in Kummerow vermerkt aus diesem Anlass: „...der Organist und Küßter Matthias Friese... hatte die Stelle 14 Jahre bekleidet und war ein geschickter Orgelbauer, Klavier- und Uhrmacher und zwar ein Autodidaktus.“

## Werke (unvollständig)
| Jahr | Opus | Ort          | Kirche              | Bild | Manuale | Register | Bemerkungen |
| ---- | ---- | ------------ | ------------------- | ---- | ------- | -------- | --- |
| 1769 | 1    | Jarmen       | Stadtkirche         |      | I/aP    | 8        | Gehäuse in Zemmin erhalten                                                                                        |
| 1770 | ?    | Wolde        | Dorfkirche          |      | I       | 7        | 1802 nach Kastorf versetzt, Reste im Malchower Orgelmuseum erhalten.                                              |
| 1772 | -    | Bad Sülze    | Stadtkirche         |      | I/P     | 13       | Neubauentwurf nicht ausgeführt                                                                                    |
| 1772 | -    | Kummerow     | Dorfkirche          |      | ?       | ?        | Reparatur? Umbau?                                                                                                 |
| 1778 | ?    | Duckow       | Dorfkirche Duckow   |      | I       | 7        | War für eine Kirche in Prenzlau oder Blindow bestimmt, seit 1778 in Duckow, 2016 restauriert durch Andreas Arnold |
| 1779 | -    | Demmin       | St. Bartholomäi     |      | ?       | ?        | Reparatur |
| 1780 | ?    | Zettemin     | Dorfkirche Zettemin |      | II/P    | 23       | 1998 restauriert durch Kristian Wegscheider                                                                       |
| 1784 | -    | Toitenwinkel | Dorfkirche          |      | I/P     | 14       | Neubauentwurf, nicht ausgeführt. Schon mehrere Male gebaut!                                                       |
| 1785 | 10   | Goldberg     | Stadtkirche         |      | I/P     | 15       | Zusammen mit Friese I, nicht erhalten                                                                             |